# Арђелато
Арђелато (итал. Argelato) је насеље у Италији у округу Болоња, региону Емилија-Ромања.
Према процени из 2011. у насељу је живело 2626 становника. Насеље се налази на надморској висини од 23 м.

## Становништво
Према резултатима пописа становништва 2011. у општини је живело 9.656 становника.
| 1931. | 1936. | 1951. | 1961. | 1971. | 1981. | 1991. | 2001. | 2011. |
| ----- | ----- | ----- | ----- | ----- | ----- | ----- | ----- | ----- |
| 5.178 | 5.283 | 5.032 | 3.932 | 4.354 | 6.842 | 7.727 | 8.680 | 9.656 |